# Bodie

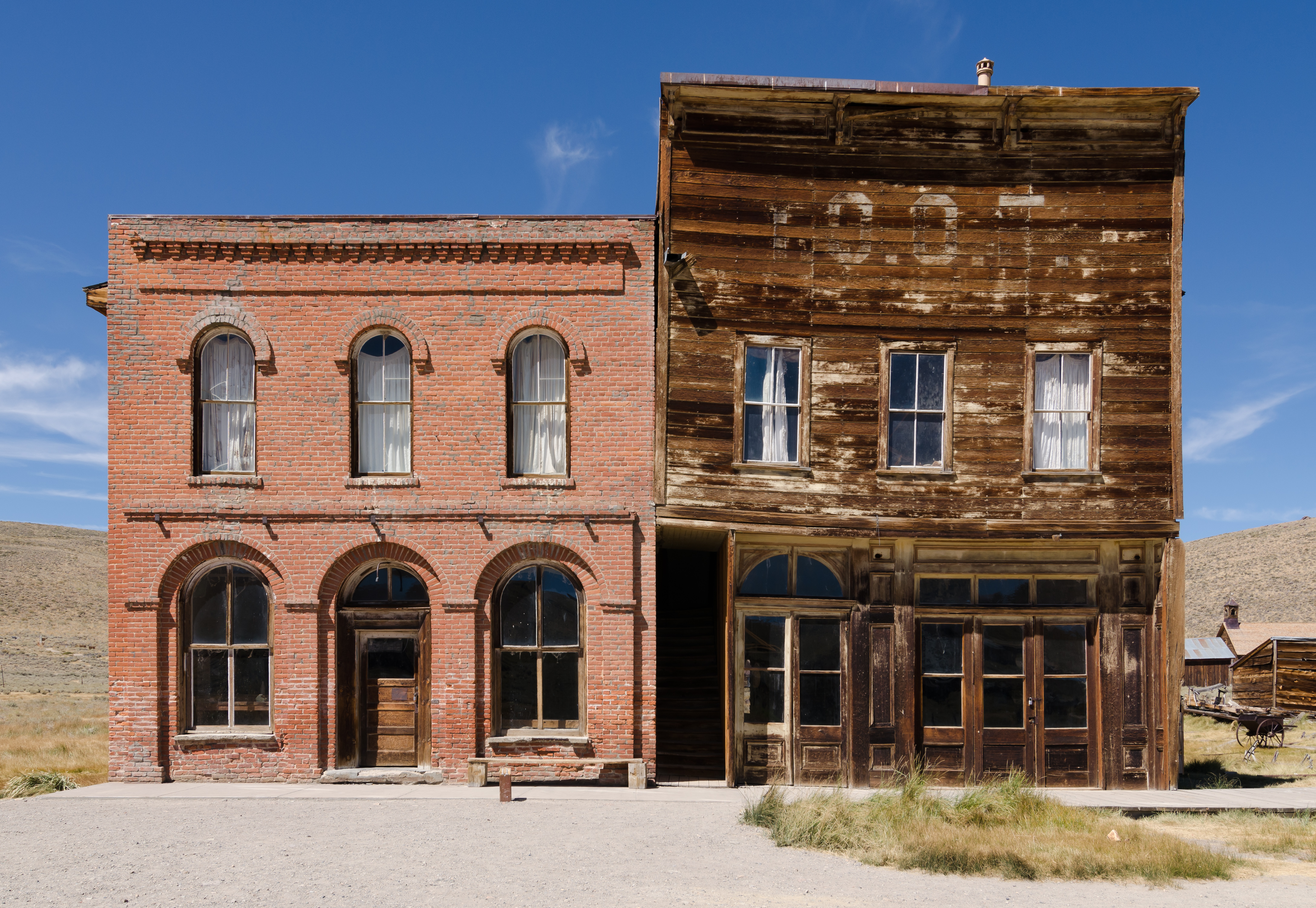
Die Geisterstadt Bodie

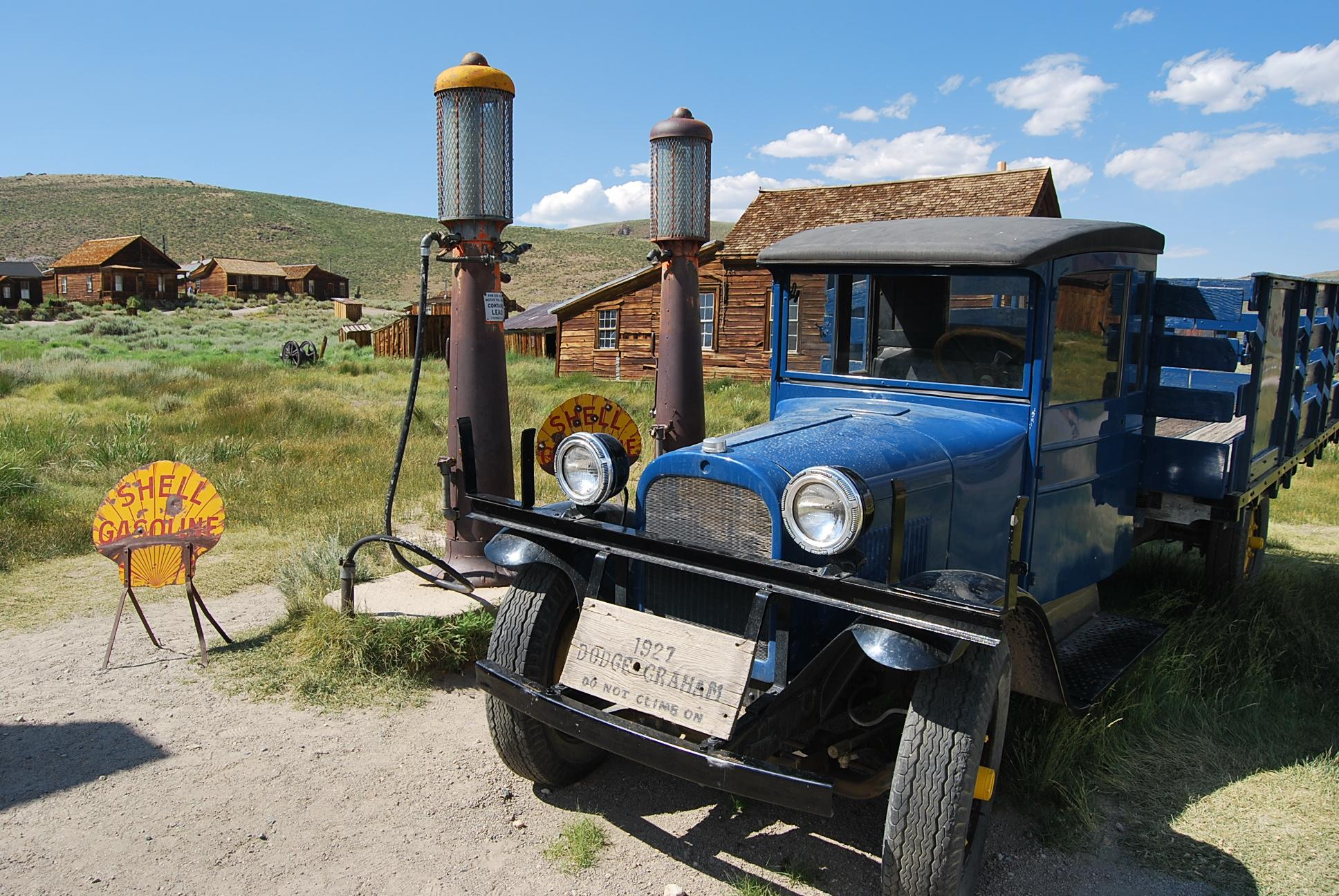
Alte Tankstelle in Bodie

Bodie ist eine Geisterstadt in Kalifornien östlich der Sierra Nevada an der Grenze zu Nevada in den Vereinigten Staaten. Sie entstand nach 1859 als Goldgräbersiedlung und wurde in den 1930er Jahren aufgegeben. Dank der geringen Luftfeuchtigkeit blieben viele Gebäude, Gerätschaften und Autos relativ gut erhalten. Das Ensemble gilt heute als besterhaltene Geisterstadt der USA.

## Aufstieg

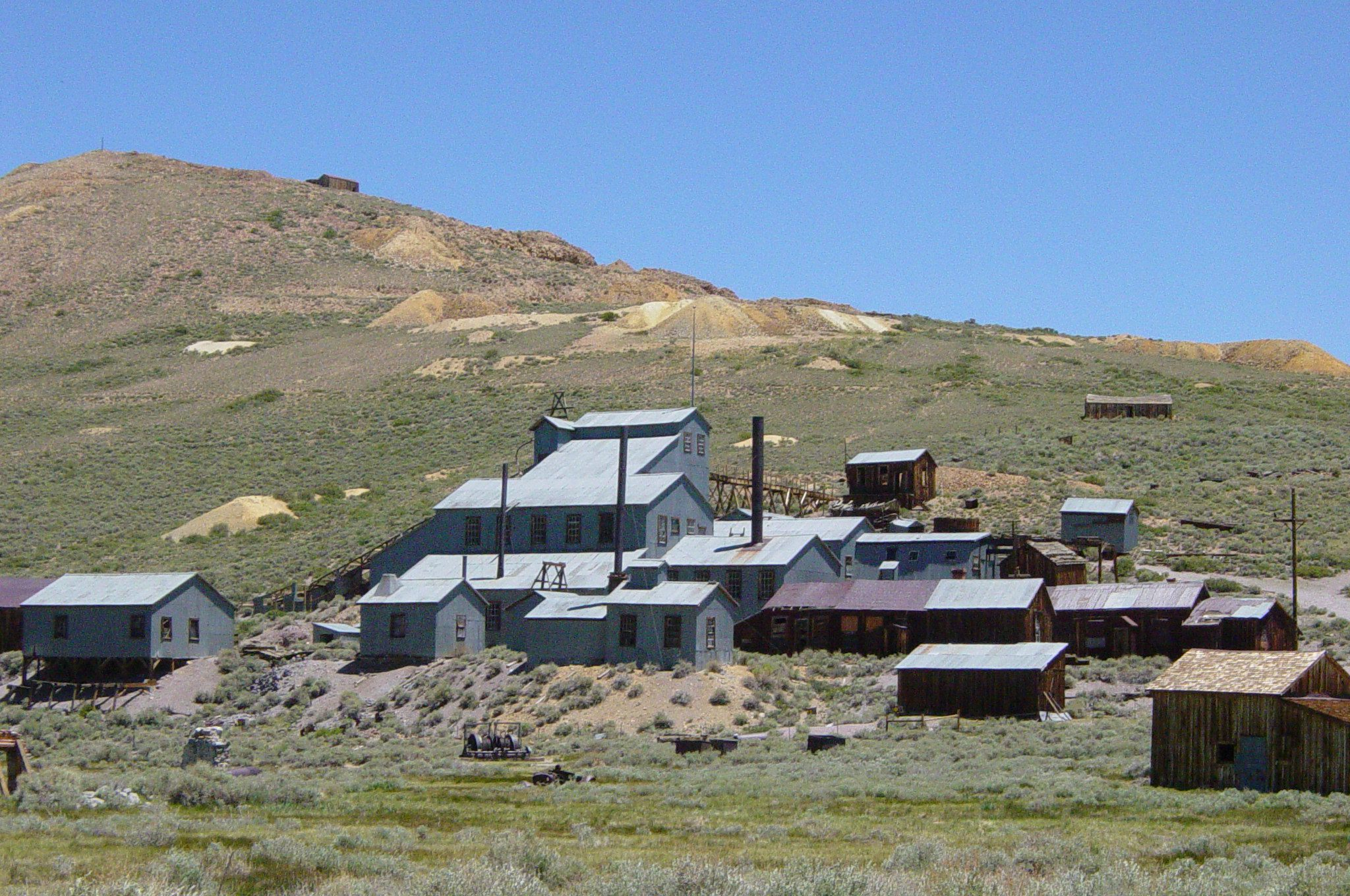
Minengebäude in Bodie

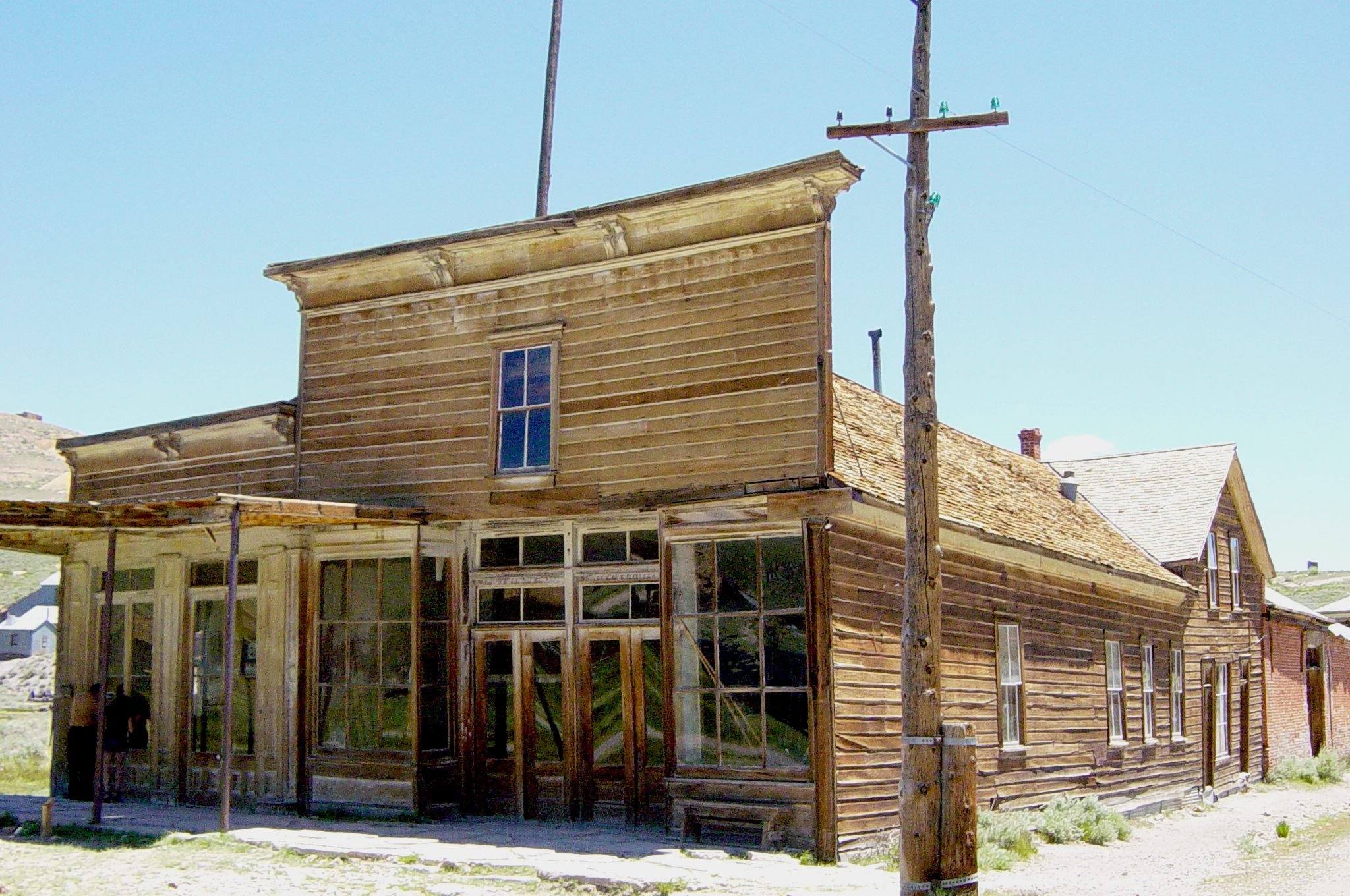
Ehemaliges Hotel

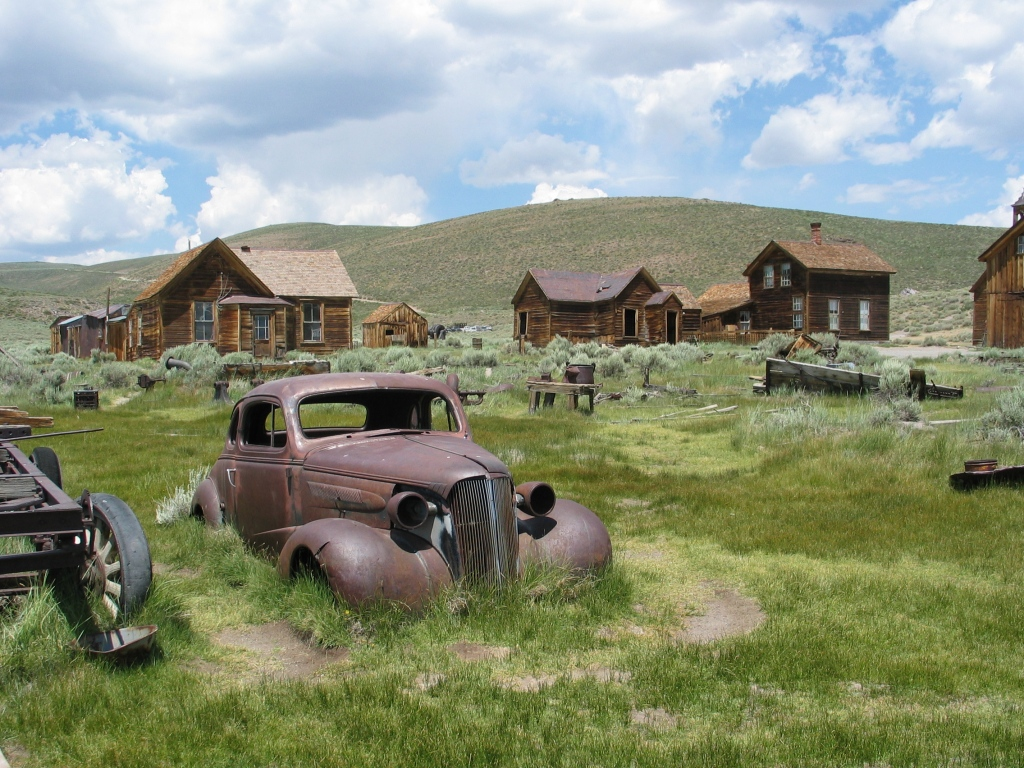
Blick auf Bodie

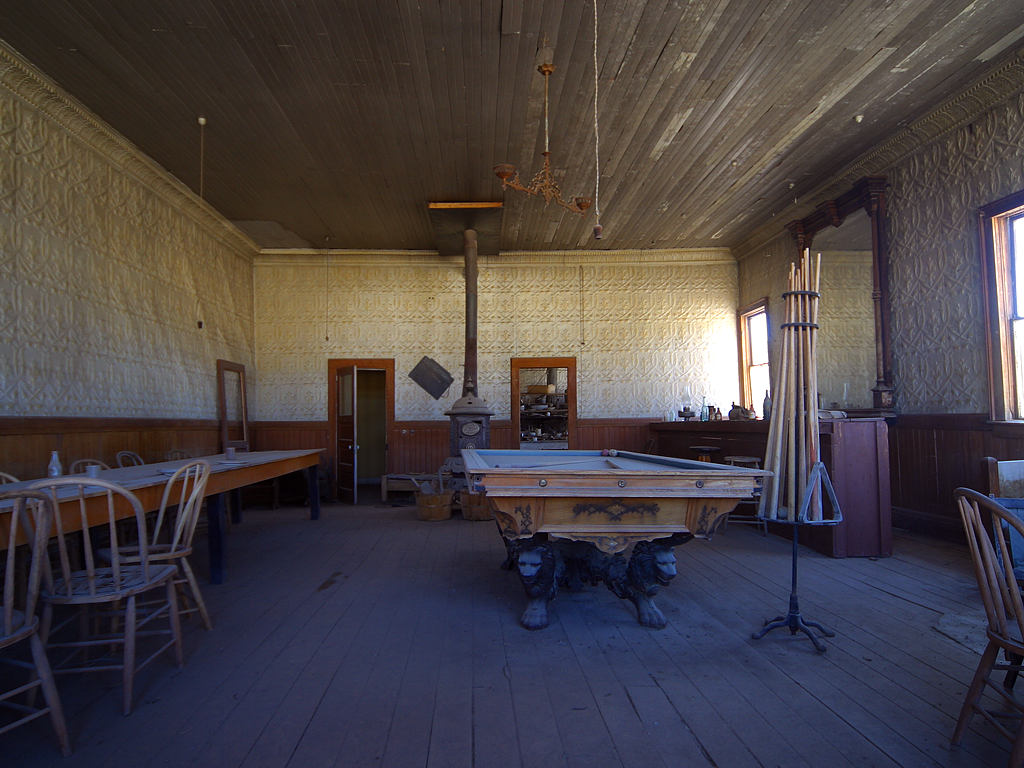
Ein Saloon in Bodie

Im Sommer des Jahres 1859 legten vier Goldsucher, unter ihnen Wakeman S. Bodey, am Ort der heutigen Geisterstadt ein kleines Lager an, um nach Gold zu suchen. Als sich der Winter ankündigte, verließen zwei der Männer die Gruppe, nur Bodey und sein Partner Black Taylor überwinterten im Camp. Als ihnen im November die Vorräte ausgingen, beschlossen sie, im 10 Meilen entfernten Monoville Lebensmittel zu kaufen. Am Rückweg wurden sie inmitten eines Blizzards voneinander getrennt und Bodey erfror einsam im Schneesturm. So konnte er nicht mehr miterleben, wie „seine“ Stadt nach großen Goldfunden in den Folgejahren aufblühte und 1879 etwa 10.000 Einwohner zählte. Der Grund für die geänderte Schreibweise des Namens ist umstritten. Je nach Quelle war diese beabsichtigt, um eine falsche Aussprache als „Body“ (= Leiche) zu vermeiden, nach anderen Quellen wiederum ist sie auf den Fehler eines Schildermalers zurückzuführen.
Die Geologie der Region ist geprägt durch Andesit mit großflächigen Brekzie-Gängen mit hohem Silicium-Anteil und schmalen Quarzit-Gängen. In beiden Strukturen ist freies Gold in feinen Anteilen gemischt. Weitere Mineralien sind Pyrit und ein relativ hoher Silber-Anteil. Nachdem die Standard Company, die die Goldmine in Bodie betrieb, 1876 auf eine sehr profitable Goldader gestoßen war, wuchs die Stadt rasant an. Nur vier Jahre später lebten bereits 10.000 Einwohner in Bodie.

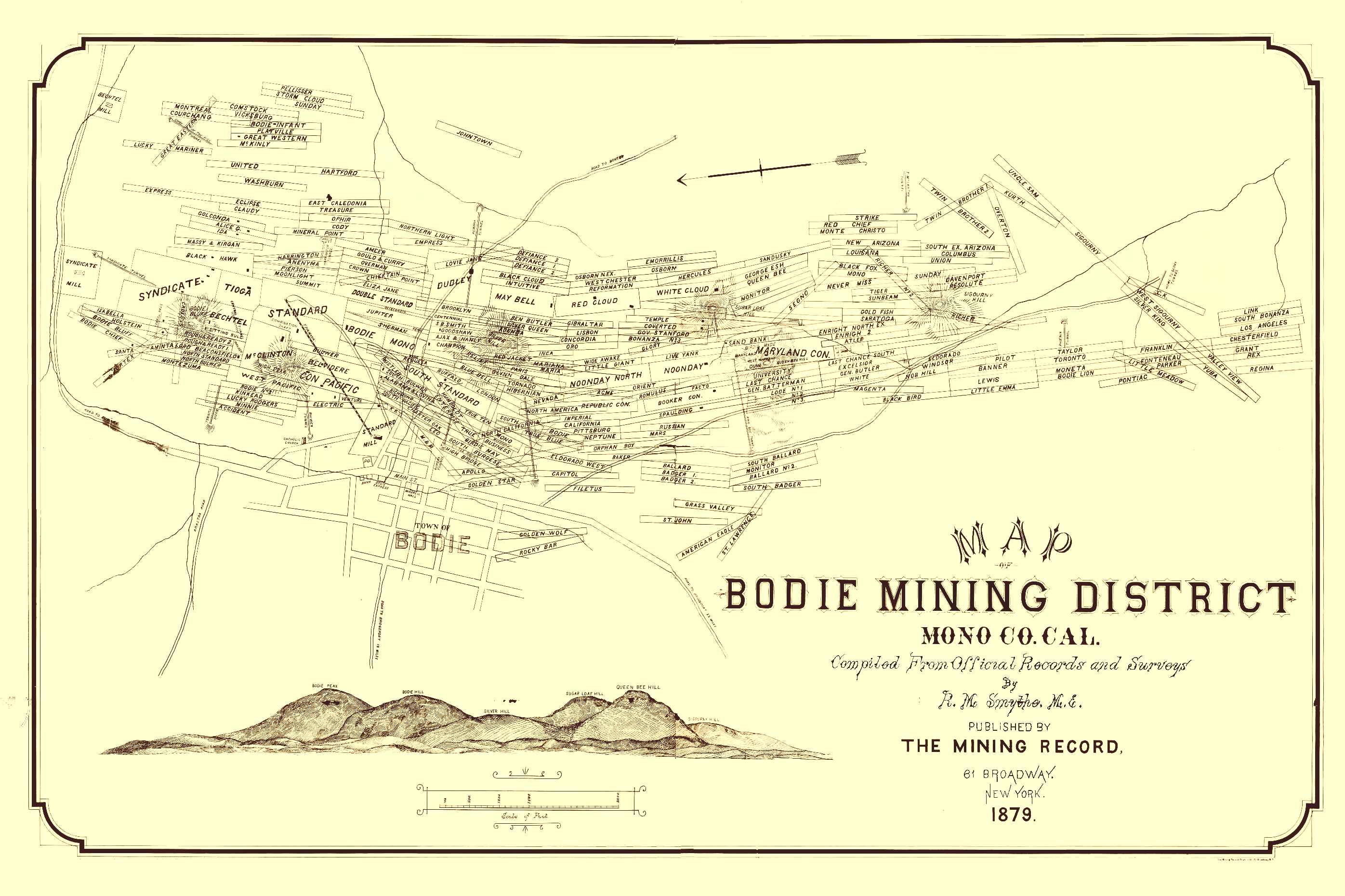
Karte der Stadt und der Bergwerksansprüche von 1879

Die Stadt entwickelte sich westlich unterhalb der Hügelkette, in der die Bergwerke entstanden. Das größte Bergwerk wurde von Standard Mines betrieben und unterhielt eine Seilbahn vom Schachtausgang in den Hügeln an den Stadtrand zum firmeneigenen Erzbrecher. In Bodie gab es während dieser Blütezeit der Stadt 65 Saloons entlang der Hauptstraße, zahlreiche Bordelle, ein Chinesenviertel mit einem taoistischen Tempel und einer Opiumhöhle, eine Eisenbahn, mehrere Zeitungen, sieben Brauereien und Kirchen verschiedener Religionen.
Aber auch das Verbrechen hielt Einzug. Morde, Überfälle und Postkutschenraub waren beinahe an der Tagesordnung. Bodie genoss einen schlechten Ruf und galt in dieser Zeit als eine der wildesten und gesetzlosesten Städte des Westens.
Überliefert ist das Zitat eines kleinen Mädchens, das mit seinen Eltern nach Bodie ziehen sollte und in sein Tagebuch schrieb: „Goodbye God, I’m going to Bodie!“ („Auf Wiedersehen Gott, ich ziehe nach Bodie!“).

## Niedergang

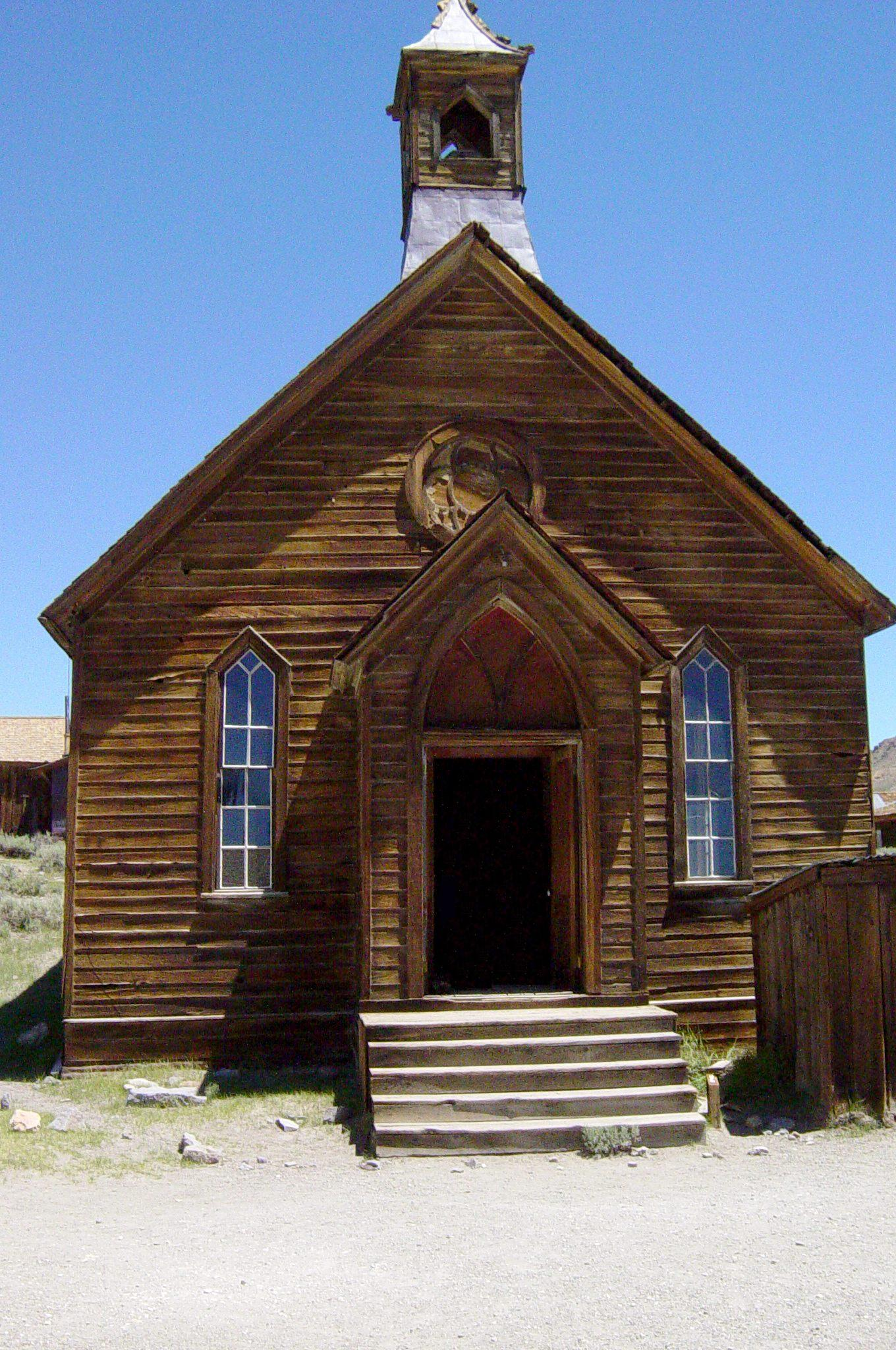
Methodistenkirche

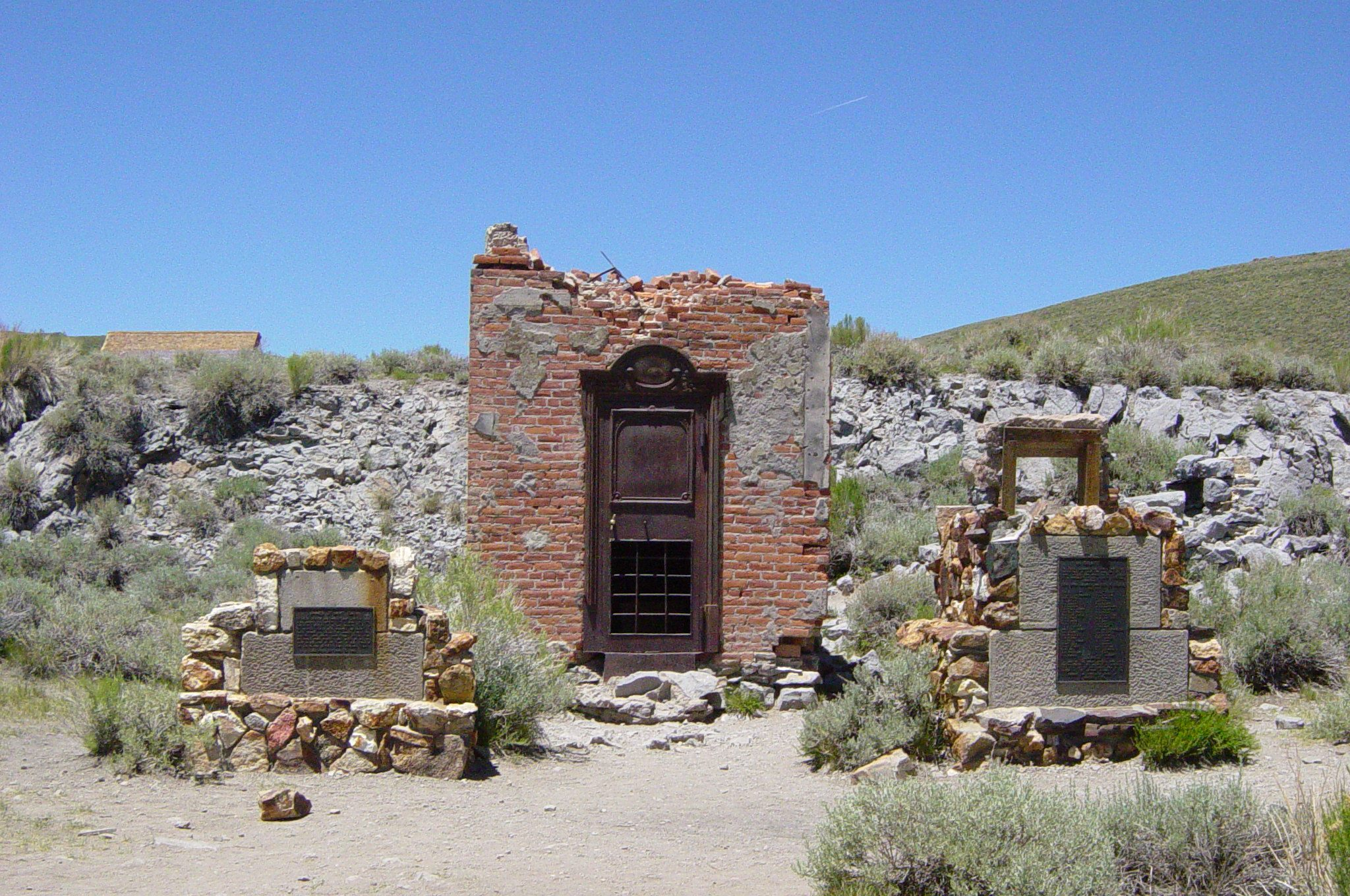
Ruine einer Bank

Boomtown Bodie

Nach wenigen gewinnbringenden Jahren warf die Mine kaum noch Profit ab, auch weil der Goldpreis stark gefallen war und sich der Betrieb so immer weniger lohnte. Der große kalifornische Goldrausch, der 1849 begonnen hatte, war vorüber. Weil Bodie sonst keine Einnahmequellen zu bieten hatte, sank die Bevölkerungszahl in der Folgezeit rapide.
Um die Jahrhundertwende gab es noch einmal einen kleinen Aufschwung, der jedoch den Niedergang nicht aufhalten konnte. 1917 wurde die einzige Eisenbahnlinie demontiert und die Schienen wurden verschrottet. Bodie hatte aber immer noch einige wenige Einwohner bis in die Mitte des zwanzigsten Jahrhunderts.
Nach einem Großbrand im Jahre 1932, der zahlreiche Häuser, bis auf die wenigen, bis heute verbliebenen Gebäude, zerstörte, war das Schicksal der Stadt jedoch besiegelt. Das Geschäftsviertel im Stadtzentrum wurde von dem Brand völlig zerstört. Das 1877 eröffnete Postamt schloss 1942.
Die Mine wurde in den folgenden Jahren zunächst noch weiter betrieben; die Arbeiter kamen aus den Nachbarstädten. In den sechziger Jahren wurde dann der Goldabbau vollständig aufgegeben und die Mine geschlossen.
Die gleichnamige Goldgräberstadt Bodie im Okanogan County (US-Bundesstaat Washington), in der die Bodie Mine betrieben wurde, ereilte das gleiche Schicksal. Von dieser Geisterstadt sind nur noch wenige zerfallene Häuser erhalten.

## Bevölkerungsentwicklung
Der explosionsartige Aufstieg und der rapide Niedergang von Bodie werden anhand der amtlichen Einwohnerzahlen deutlich, die der Bezirk Mono County regelmäßig erhoben hat:
| Jahr | Einwohner | Rang |
| ---- | --------- | ---- |
| 1860 | 2         | 19   |
| 1876 | 30        | 16   |
| 1877 | 500       | 10   |
| 1878 | 1500      | 5    |
| 1879 | 7000      | 2    |
| 1880 | 10000     | 1    |
| 1881 | 3000      | 3    |
| 1882 | 2000      | 4    |
| 1887 | 1500      | 6    |
| 1888 | 500       | 11   |
| 1890 | 595       | 9    |
| 1900 | 965       | 7    |
| 1910 | 698       | 8    |
| 1920 | 120       | 12   |
| 1921 | 30        | 15   |
| 1926 | 50        | 14   |
| 1932 | 100       | 13   |
| 1940 | 20        | 17   |
| 1962 | 10        | 18   |

## Bodie State Historic Park

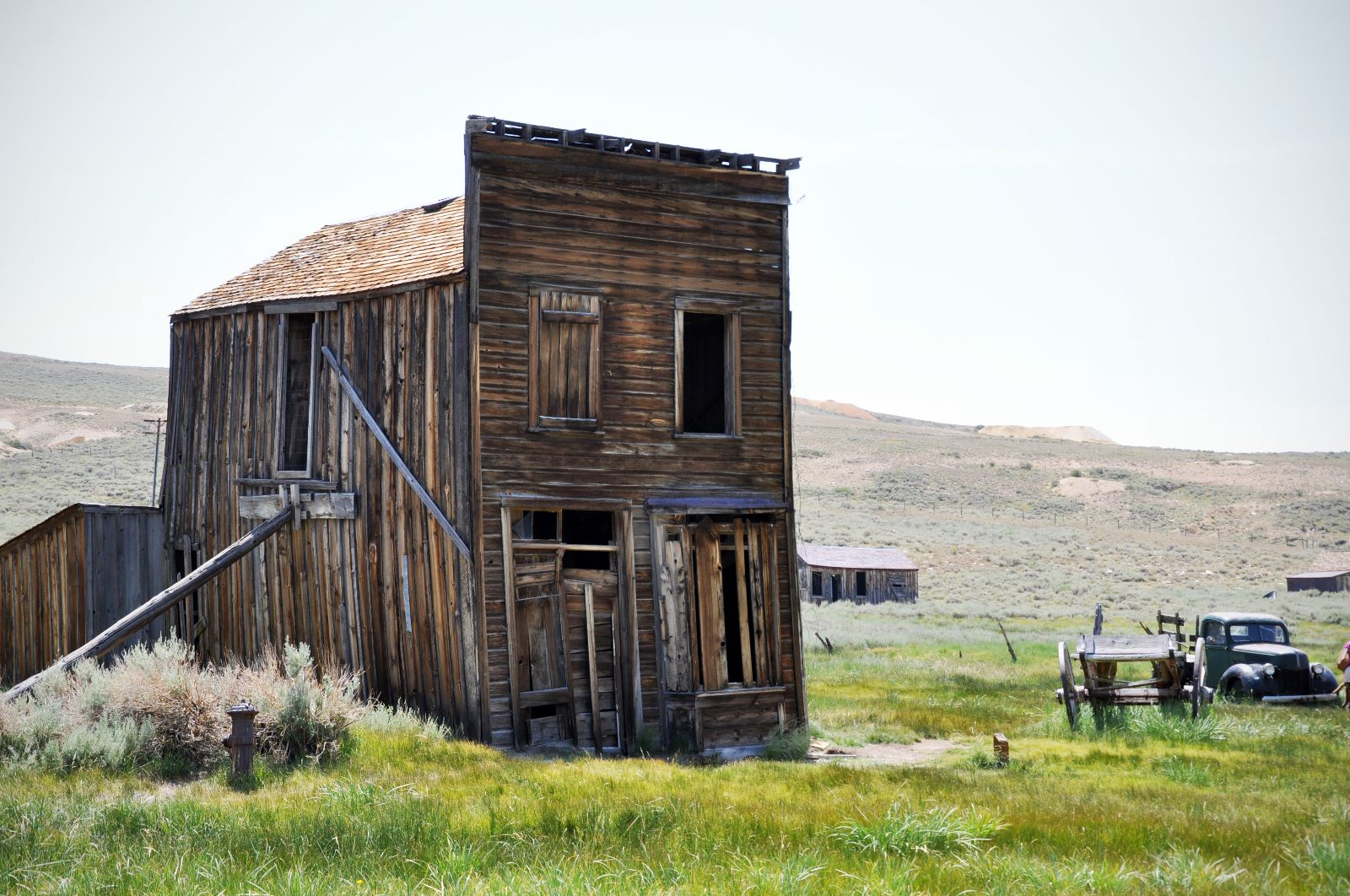
Windschiefes Haus in der Geisterstadt Bodie

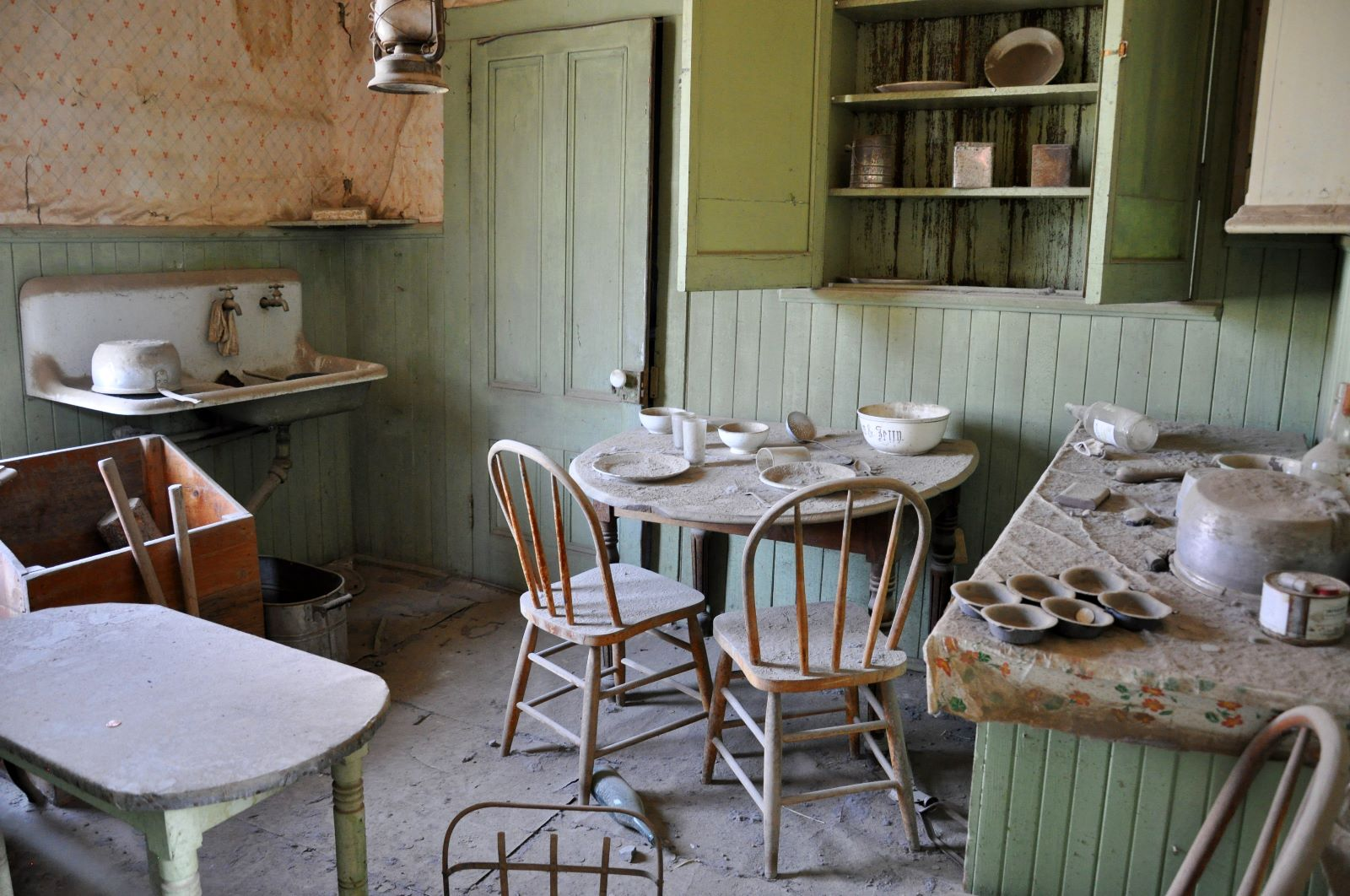
Innenansicht eines verlassenen Hauses in Bodie

Seit 1962 ist Bodie ein State Park. Es sind noch ungefähr 170 Gebäude vorhanden, die das große Feuer von 1932 verschont hat, u. a. eine Kirche, die Schule, ein Bankgebäude aus Ziegelsteinen, eine Bar, ein Laden und mehrere Wohnhäuser sowie das große Minengebäude.
Viele der Einrichtungsgegenstände stehen noch unverändert da, als hätten die Bewohner den Ort gerade erst verlassen. Auf dem kleinen Friedhof vor der Stadt sind die Grabsteine ehemaliger Bewohner zu sehen. Die Zapfsäulen einer alten Tankstelle sind ebenso noch vorhanden wie ein paar rostende Autowracks aus den 30er Jahren. Einige Gebäude können betreten werden. Für die alte Mine werden Führungen angeboten.
Die Parkverwaltung sorgt für eine behutsame Erhaltung des Originalzustandes. Es ist strengstens untersagt, Dinge aus dem Park mitzunehmen.

## National Historic Landmark
Der Bodie Historic District ist seit 4. Juli 1961 ein National Historic Landmark.

## California Historical Landmark
Der Rest der Kleinstadt ist eine California Historical Landmark.

## Lage und Anfahrt
Die Ortschaft liegt nördlich des Mono Lake an einer etwa 20 Kilometer langen Stichstraße, die zwischen Lee Vining und Bridgeport vom U.S. Highway 395 abzweigt. Für die Erhaltung von Bodie verlangt die Parkverwaltung einen kleinen Betrag von den Besuchern. Da im Bodie State Park keinerlei Geschäfte existieren, wird die Mitnahme von Getränken im Sommer empfohlen.
Die letzten fünf Kilometer der Anfahrt vom Highway 395 nach Bodie sind nicht mehr asphaltiert und führen über eine Schotterstraße. Die Sommer in der Sierra Nevada sind heiß und die Winter sehr kalt mit sehr viel Schnee. Im Winter sind die Zufahrtswege oft so hoch verschneit, dass Bodie nur auf Skiern oder mit Schneemobilen erreichbar ist. Selbst Allradfahrzeuge mit Schneeketten bleiben Jahr für Jahr stecken.